# Марк Антоній (народний трибун)
Марк Антоній (*Marcus Antonius, прибл. 200 до н. е. —після 167 до н. е.) — політичний діяч Римської республіки.

## Життєпис
Походив з плебейського роду Антоніїв. Син Марка Антонія. Про молоді роки немає відомостей. У 167 році до н. е. обіймав посаду народного трибуна. У народних зборах наклав вето на пропозицію претора Манія Ювенція Тальни оголосити війну Родосу. Представив сенату послів Родосу. Скликав сходку, на якій Луцій Емілій Павло розповів народу про свої дії під час війни з Персеєм, царем Македонії. Про подальшу долю Антонія немає відомостей.

## Родина
- Марк Антоній, батько Марка Антонія Оратора, консула 99 року до н. е.